# Defensiemedaille voor de Oorlogsgewonden (Denemarken)
De Defensiemedaille voor de Oorlogsgewonden, (Deens: "Forsvarets Medalje for Sårede i Tjeneste") wordt sinds 1 januari 2010 postuum toegekend aan Deens defensiepersoneel dat gewond raakte in de gewapende strijd of tijdens het tegengaan van terrorisme.
De ronde gouden medaille is de opvolger van de Defensiemedaille voor de Gesneuvelden en Gewonden (Deens: "Forsvarets Medalje for Faldne og Sårede i Tjeneste") die van 2 oktober 1996 tot 31 december 2009 werd verleend. De achtergrond is het eren van de slachtoffers die bij internationale vredesmissies vielen. Op de voorzijde zijn de drie leeuwen uit het Deense wapen afgebeeld.
Op 1 januari 2010 werd het Deense decoratiestelsel gewijzigd, er kwamen twee nieuwe medailles: de Defensiemedaille voor de Gesneuvelden en de Defensiemedaille voor de Gesneuvelden" (Deens: "Forsvarets Medalje for Faldne i Tjeneste") die een wit lint met langs de rand twee smalle rode banen kreeg.
De medaille wordt gedragen aan een tot een vijfhoek gevouwen wit zijden lint met twee smalle rode strepen op de linkerborst. Het lint wijkt dus af van dat van de eerdere Defensiemedaille voor de Gesneuvelden en Gewonden. Op de linkerborst kan een baton worden gedragen.
Medailles van Verdienste ·
Medaille voor Langdurige Dienst ·
Medaille "Ingenio et Arti" ·
Medaille voor Nobele Daden ·
Ereteken van het Deense Rode Kruis ·
Medaille van Verdienste voor de Groenlandse Onafhankelijkheid ·
Herinneringsmedaille aan de 70e Verjaardag van Hare Majesteit Koningin Margrethe
Herinneringsmedaille aan de 75e Verjaardag van Prins Henrik

Zie ook: Historische Orden van Denemarken · Onderscheidingen in Denemarken